# Vaya con Dios (James, Pepper & Russell)
Vaya con Dios (Nederlands: Ga met God) is een lied geschreven door Inez James, Buddy Pepper en Larry Russell. De eerste die het opnam en uitbracht was Anita O'Day in 1952. Daarna volgden ongeveer 500 artiesten die hun versie zongen. Het palet aan artiesten dat ging voor dit lied is breed gekleurd, van The Drifters en Cliff Richard tot aan Jeff Beck (2011). Voor Nederland was op hitgebied de versie van The Cats van belang.
Er is een Franstalige versie bekend onder de bijtitel Que Dieu pense a toi.
In de Nederlandse hitparade dook in 1988 nog een Vaya con Dios op. Dat is een ander lied, geschreven door Ad Kraamer, Jack White, Norbert Hammerschmidt en Hans van Wiggen, uitvoerend artieste was Mieke Gijs.

## Anita O'Day
Anita O'Day nam het op voor haar album Anita O'Day sings jazz, een album met wat toen beschouwd werd als jazzklassiekers. Dat album verscheen op het Norgran Records-platenlabel van jazzlegende Norman Granz. Op dat album staat bijvoorbeeld werk van Cole Porter. Drie arrangeurs werden aan het werk gezet om de liedjes te bewerken. Een van die arrangeurs was Larry Russell. Hij begeleidde dan ook O'Day met zijn orkest in Vaya con Dios. Dat lied verscheen even eerder op een single uitgegeven door Mercury Records met Ain’t this a wonderful day van Hal Brooks en Les Clark.

## Les Paul en Mary Ford
Vlak daarna verscheen er een single en EP van echtpaar Les Paul en Mary Ford. Zij zongen het in voor Capitol Records. Zij hadden al eerdere successen geboekt met bijvoorbeeld How high the moon. Vaya con Dios bleef 31 weken in de Billboard Hot 100 staan met maar liefst elf weken op de plaats nummer 1. Daarbij gold een onderbreking van vier weken van St. George and the dragonet van Stan Freberg. Zo lang als het plaatje in de Billboard-lijst stond, zo kort was het succes in het Verenigd Koninkrijk. In slechts vier weken notering bleek een zevende positie de hoogst haalbare.

## Millican & Nesbitt
Voor de Britse markt verscheen in 1973 een versie van Millican & Nesbitt, een zangersduo bestaande uit twee voormalige kompels. Zij haalden in Engeland elf weken notering met een hoogste plaats de 20e. Deze versie ging geheel voorbij aan Nederland.
https://secondhandsongs.com/work/150266